# Afton Cooper
Afton Cooper (korábban Van Buren)  a Dallas című sorozat egyik szereplője, akit Audrey Landers alakított. A negyedik évadban, 1981-ben csatlakozott a sorozathoz, és egészen a nyolcadik évad 1. részééig a mellékszereplők vonalát erősítette. Aztán jóval később, a 12. évad végén tért vissza pár rész erejéig, és magával hozta a kislányát is, Pamela Rebecca Coopert is. Kiderült, hogy az édesapja Cliff, de ezután Afton elhagyta ismét Dallast. Legközelebb az 1996-os Dallas: Jockey visszatér című filmben láthattuk. 2013-ban Afton visszatért az új Dallas második évadjának 10. epizódjában, hogy meglátogassa a lányát, Pamelát a kórházban, és végig ott volt mellette amikor elvesztette a gyermekeit a majdnem halálos baleset után.

## Történet
Afton Mitch Cooper gyönyörű és okos testvére. Jockey Ewing azonnal rámászott, ahogy csak lehetett. Jockey ezután munkát szerzett Afton-nak egy bárban, mint énekes, és Afton itt találkozott először Cliff Barnesszal. Hamarosan egymásba is szerettek, de ez a kapcsolat nem tartott sokáig, mert a lány azt hitte, hogy Cliff csak egy vesztes. Ellentétben a bátyjával, Mitch-el, Afton szereti a pénzt. Amikor Cliff megpróbálta bebizonyítani, hogy Jockey-nak köze volt a Délkelet-Ázsiai ellenforradalomhoz, Afton altatót tett Cliff italába, és így rátehette a kezét a Jockey elleni bizonyítékokra. Végül Afton Jockey ellen fordult és beleszeretett Cliff-be. Miután Samantha elvált Jockey-tól, és folytatja a korábbi kapcsolatát Cliff-fel, Cliffet nem igen érdekelte akkor Afton. Azonban Afton végig szerette Cliff-et, és később, amikor Cliff öngyilkosságot kísérelt meg, ő volt az, aki rátalált, így megmentette az életét. Ezek után egészen 1984-ig együtt éltek, de aztán Afton belefáradt az örökös harcba, ami Jockey és Cliff között folyt, és elhagyta őt.
Egy évvel később, 1985-ben, Afton világra hozta Cliff lányát, Pamela Rebecca Barnes-t, bár először Afton tagadta, hogy Cliff lenne a gyermek apja.

## Dallas (2012, televíziós sorozat)
Az új sorozat első évadjának záró epizódjában kiderült, hogy Christopher Ewing felesége, Rebecca Sutter valójában Pamela Rebecca Barnes, Cliff Barnes és Afton Cooper lánya.
2013-ban Afton visszatért Dallasba, a második évadjának 10. epizódjában, hogy meglátogassa a lányát, Pamelát a kórházban, és végig ott volt mellette amikor,  elvesztette a gyermekeit a majdnem halálos baleset után.
Legközelebb Afton a harmadik évad 4. részében tért vissza John Ross és Pamela esküvőjére. Itt ismét kibontakozott az utálat Afton és Samantha között, aki azt vágta Afton-hoz, hogy: "a legaljasabb ember, akivel Jockey valaha is volt az ... te voltál." John Ross majdnem elkésett az esküvőről, és amikor beesett az utolsó pillanatban, Afton megpofozta őt.

## Fordítás
- Ez a szócikk részben vagy egészben  az   Afton Cooper című angol Wikipédia-szócikk fordításán alapul.  Az eredeti cikk szerkesztőit annak laptörténete sorolja fel. Ez a jelzés csupán a megfogalmazás eredetét és a szerzői jogokat jelzi, nem szolgál a cikkben szereplő információk forrásmegjelöléseként.